# Bukit Ketok
Bukit Ketok is een bestuurslaag in het regentschap Bangka van de provincie Bangka-Belitung, Indonesië. Bukit Ketok telt 8987 inwoners (volkstelling 2010).